# Vroege walstrospanner
De vroege walstrospanner (Colostygia multistrigaria) is een nachtvlinder uit de familie van de spanners (Geometridae). De wetenschappelijke naam van de soort is als Geometra multistrigaria voor het eerst geldig gepubliceerd door Adrian Hardy Haworth in 1809.

## Kenmerken
De voorvleugellengte bedraagt tussen de 13 en 17 mm. De basiskleur van de vleugels is vuilwit. De voorvleugels hebben een fijne tekening, de aders vallen goed op.

## Levenscyclus
De vroege walstrospanner gebruikt soorten walstro als waardplanten. De rups is te vinden van maart tot juni. De soort overwintert als pop. Er is jaarlijks een generatie die vliegt van halverwege februari tot en met april.

## Voorkomen
De soort komt verspreid voor West-Europa, van Spanje tot de Britse eilanden en Nederland. Lokaal komt de soort ook in Duitsland en Zwitserland voor. De vroege walstrospanner is in Nederland een zeldzame soort die vooral wordt gezien in de Hollandse duinen en op de Veluwe. In België is de soort zeer zeldzaam. 